# 石川一衛
石川 一衛（一衞、いしかわ かずえ、1886年（明治19年）9月30日 - 1960年（昭和35年）9月1日）は、日本の実業家、政治家。参議院議員。

## 経歴
埼玉県榛沢郡新戒村（のち大里郡新会村、現:深谷市）で生まれる。埼玉県立熊谷中学校を卒業した。
日本蹄鉄社長、釜渕木材工業取締役、釜渕産業取締役、日米工業会長などを務めた。
政界では、民主党埼玉県副支部長を務め、1947年4月、第1回参議院議員通常選挙で埼玉県地方区から立候補して当選（任期3年）し、その後、国民民主党に所属して参議院議員を一期務めた。議員退任後、埼玉県モーターボート競走会長を務めた。1957年3月、埼玉県大里郡豊里村（新会村の後継自治体）育英資金として10万円寄付より同年9月28日に紺綬褒章受章する。
1960年9月1日、死去した。73歳没。死没日付をもって従五位勲四等に叙され、瑞宝章を追贈された。